# Liste du patrimoine immobilier classé d'Yvoir
Cette page regroupe l'ensemble du patrimoine immobilier classé de la commune belge d'Yvoir.
| Objet | Année de construction / Architecte | Adresse | Section communale | Coordonnées                      | Numéro d’inventaire | Illustration |
| --- | ---------------------------------- | ------- | ----------------- | -------------------------------- | ------------------- | --- |
| Plaine du Moulin |                                    |         | Évrehailles       | 50° 19′ 34″ nord, 4° 54′ 45″ est | 91141-CLT-0003-01   | Plaine du Moulin                                                                                                |
| Bâtiments ayant appartenu à l'ancienne seigneurie de Godinne, à savoir : la tour de l'église Saint-Pierre, le château style Renaissance espagnole y accolé et la grande ferme (avec corps de logis, écuries, grange, etc.), séparée des édifices précédents par la route de Rouillon (M), et ensemble formé par les édifices précités et leurs abords (S) |                                    |         | Godinne           | 50° 21′ 00″ nord, 4° 51′ 59″ est | 91141-CLT-0004-01   | Seigneurie de Godinne                                                                                           |
| Site dit de Mont-sur-Meuse |                                    |         | Godinne et Mont   | 50° 21′ 29″ nord, 4° 52′ 37″ est | 91141-CLT-0005-01   | Image manquanteTéléverser                                                                                       |
| Château de Spontin, sa ferme et les dépendances (M) et ensemble formé par ceux-ci et leurs abords immédiats (S) |                                    |         | Spontin           | 50° 19′ 25″ nord, 5° 00′ 28″ est | 91141-CLT-0006-01   | Château de Spontin, sa ferme et les dépendances (M) et ensemble formé par ceux-ci et leurs abords immédiats (S) |
| Ruines du château de Poilvache et leurs abords |                                    |         | Houx              | 50° 18′ 24″ nord, 4° 53′ 32″ est | 91141-CLT-0007-01   | Ruines du château de Poilvache et leurs abords                                                                  |
| Ruines du château de Poilvache |                                    |         | Houx              | 50° 18′ 20″ nord, 4° 54′ 03″ est | 91141-CLT-0008-01   | Ruines du château de Poilvache                                                                                  |
| Bois des Roches (+ Assesse/Crupet) |                                    | Bauche  | Évrehailles       | 50° 20′ 21″ nord, 4° 54′ 21″ est | 91141-CLT-0009-01   | Image manquanteTéléverser                                                                                       |
| Gare de Godinne (façades et toitures) (M) et ensemble formé par cet édifice et les terrains environnants (S) |                                    |         | Godinne           | 50° 20′ 56″ nord, 4° 52′ 08″ est | 91141-CLT-0010-01   | Gare de Godinne (façades et toitures) (M) et ensemble formé par cet édifice et les terrains environnants (S)    |
| Crêtes de Meuse, au lieu-dit Tricointe |                                    |         | Yvoir             | 50° 20′ 23″ nord, 4° 52′ 52″ est | 91141-CLT-0011-01   | Image manquanteTéléverser                                                                                       |
| Vallée de la Meuse entre Bouvignes et Houx (+ Dinant/Bouvignes-sur-Meuse) |                                    |         | Houx              | 50° 16′ 25″ nord, 4° 53′ 49″ est | 91141-CLT-0012-01   | Image manquanteTéléverser                                                                                       |
| Ruines du château de Poilvache et leurs abords |                                    |         | Houx              | 50° 18′ 24″ nord, 4° 53′ 32″ est | 91141-PEX-0001-04   | Ruines du château de Poilvache et leurs abords                                                                  |
| La vallée de la Meuse entre Bouvignes et Houx (+ Dinant/Bouvignes-sur-Meuse) |                                    |         | Houx              | 50° 16′ 25″ nord, 4° 53′ 49″ est | 91141-PEX-0002-04   | Image manquanteTéléverser                                                                                       |

## Patrimoine déclassé
| Objet              | Année de construction / Architecte / Période de classement | Adresse | Section communale | Coordonnées                      | Numéro d’inventaire | Illustration       |
| ------------------ | ---------------------------------------------------------- | ------- | ----------------- | -------------------------------- | ------------------- | ------------------ |
| Embouchure du Bocq | Classée du 20 avril 1982 au 18 juillet 2023                |         | Yvoir             | 50° 19′ 32″ nord, 4° 52′ 37″ est | 91141-CLT-0020-01   | Embouchure du Bocq |